# Andorra nos Jogos Olímpicos de Inverno de 2022
Andorra participou dos Jogos Olímpicos de Inverno de 2022, realizados em Pequim, na China.
Foi a 13.ª aparição do país em Olimpíadas de Inverno. Foi representado por cinco atletas, sendo dois homens e três mulheres.
Em 19 de janeiro de 2022, o Comitê Olímpico de Andorra anunciou uma equipe de quatro atletas (dois por gênero) em dois esportes e que a bandeira do país na cerimônia de abertura seria carregada por um voluntário, já que os atletas do esqui alpino e do esqui cross-country iriam competir no dia seguinte. No entanto, dois dias depois, a snowboarder Maeva Estevez foi adicionada à equipe e nomeada como porta-bandeira na cerimônia de abertura. Assim, a equipe do país ficou com cinco atletas.

## Competidores
Esta foi a participação por modalidade nesta edição:
| Esporte             | Masculino | Feminino | Total |
| ------------------- | --------- | -------- | ----- |
| Esqui alpino        | 1         | 1        | 2     |
| Esqui cross-country | 1         | 1        | 2     |
| Snowboard           | 0         | 1        | 1     |
| Total               | 2         | 3        | 5     |

## Desempenho

### Esqui alpino
Masculino
| Atleta             | Evento         | Descida 1 | Pos. | Descida 2 | Pos. | Total   | Pos. | Ref.  |
| ------------------ | -------------- | --------- | ---- | --------- | ---- | ------- | ---- | ----- |
| Joan Verdú Sánchez | Slalom gigante | 1:04.48   | 13   | 1:06.80   | 3    | 2:11.28 | 9    | [ 8 ] |
| Joan Verdú Sánchez | Super-G        | —         | —    | —         | —    | 1:22.92 | 22   | [ 9 ] |

Feminino
| Atleta       | Evento    | Descida 1 | Descida 1 | Descida 2 | Descida 2 | Total   | Total | Total | Ref.   |
| Atleta       | Evento    | Tempo     | Pos.      | Tempo     | Pos.      | Tempo   | Dif.  | Pos.  | Ref.   |
| ------------ | --------- | --------- | --------- | --------- | --------- | ------- | ----- | ----- | ------ |
| Cande Moreno | Downhill  | —         | —         | —         | —         | DNF     | DNF   | DNF   | [ 10 ] |
| Cande Moreno | Combinado | 1:34.05   | 16        | 1:00.29   | 14        | 2:34.34 | +8.67 | 12    | [ 11 ] |
| Cande Moreno | Super-G   | —         | —         | —         | —         | 1:16.72 | +3.21 | 30    | [ 12 ] |

### Esqui cross-country
Masculino
| Atleta                  | Evento          | Clássico | Clássico | Livre   | Livre | Final     | Final   | Final | Ref.   |
| Atleta                  | Evento          | Tempo    | Pos.     | Tempo   | Pos.  | Tempo     | Dif.    | Pos.  | Ref.   |
| ----------------------- | --------------- | -------- | -------- | ------- | ----- | --------- | ------- | ----- | ------ |
| Irineu Esteve Altimiras | 15 km clássico  | —        | —        | —       | —     | 40:39.4   | +2:44.6 | 24    | [ 13 ] |
| Irineu Esteve Altimiras | 30 km skiathlon | 41:37.9  | 27       | 38:54.1 | 16    | 1:21:08.2 | +4:58.4 | 20    | [ 14 ] |
| Irineu Esteve Altimiras | 50 km livre     | —        | —        | —       | —     | 1:15:09.8 | +3:37.1 | 25    | [ 15 ] |

Feminino
| Atleta      | Evento          | Clássico | Clássico | Livre   | Livre | Final     | Final    | Final | Ref.   |
| Atleta      | Evento          | Tempo    | Pos.     | Tempo   | Pos.  | Tempo     | Dif.     | Pos.  | Ref.   |
| ----------- | --------------- | -------- | -------- | ------- | ----- | --------- | -------- | ----- | ------ |
| Carola Vila | 10 km clássico  | —        | —        | —       | —     | 31:45.0   | +3:38.7  | 47    | [ 16 ] |
| Carola Vila | 15 km skiathlon | 25:09.6  | 43       | 24:32.5 | 50    | 50:28.8   | +6:15.1  | 47    | [ 17 ] |
| Carola Vila | 30 km livre     | —        | —        | —       | —     | 1:39:18.1 | +14:24.1 | 48    | [ 18 ] |

### Snowboard
Feminino
| Atleta        | Evento          | Qualificatória | Qualificatória | Qualificatória | Qualificatória | Oitavas     | Quartas     | Semifinal   | Final       | Ref.   |
| Atleta        | Evento          | Descida 1      | Descida 2      | Melhor         | Pos.           | Pos.        | Pos.        | Pos.        | Pos.        | Ref.   |
| ------------- | --------------- | -------------- | -------------- | -------------- | -------------- | ----------- | ----------- | ----------- | ----------- | ------ |
| Maeva Estevez | Snowboard cross | DNF            | DNS            | DNF            | 31             | Não avançou | Não avançou | Não avançou | Não avançou | [ 19 ] |

Legenda
| Recorde mundial      | Recorde mundial (World record)               |                       | Recorde africano                      | Recorde africano (African) |                                           | Q | Classificado por posição (Qualified) |
| Recorde olímpico     | Recorde olímpico (Olympic record)            | Recorde da América    | Recorde da América (Americas)         | q                          | Classificado por melhor tempo (Qualified) |   |                                      |
| Melhor marca do ano  | Melhor marca do ano (World leading)          | Recorde asiático      | Recorde asiático (Asian)              | DNS                        | Não largou (Did not start)                |   |                                      |
| Recorde nacional     | Recorde nacional (National record)           | Recorde europeu       | Recorde europeu (European)            | DNF                        | Não terminou (Did not finish)             |   |                                      |
| Recorde pessoal      | Recorde pessoal do atleta (Personal best)    | Recorde da Oceania    | Recorde da Oceania (Oceania)          | DSQ / DQ                   | Desclassificado (Disqualified)            |   |                                      |
| Recorde da temporada | Recorde da temporada do atleta (Season best) | Recorde sul-americano | Recorde sul-americano (South America) | NM                         | Sem marca (No mark)                       |   |                                      |